# Conseil général d'Aran
6e
Siège du Conseil général d'Aran, à Vielha.
Le Conseil général d'Aran (en aranais et officiellement Conselh Generau d'Aran) est l'organe de gouvernement autonome du Val d'Aran. Il est créé par la loi 16/1990 du 13 juillet 1990 sur le régime spécial d'Aran et constitué après les élections de 1991. Il est formé par le Syndic d'Aran (Sindic en aranais) et douze conseillers généraux (Conselhers Generaus en aranais), tous élus lors des élections au Conseil général d'Aran et qui se réunissent en assemblée, et l'Audience des comptes (Oïdoria de Compdes en aranais). La nouvelle loi d'Aran du 21 janvier 2015 a élargi les compétences du Conseil général.

## Compétences
Le Conseil général d'Aran a pleine compétence dans tous les domaines qui concernent le développement et l'enseignement de l'aranais et de sa culture, en accord avec la politique linguistique et éducative en vigueur en Catalogne. De plus, la Généralité de Catalogne peut céder au Conseil général les compétences dans les domaines suivants : 
- Enseignement
- Culture
- Services sociaux
- Aménagement du territoire et urbanisme
- Tourisme
- Protection, conservation et gestion du patrimoine historique et artistique
- Protection de la nature, de la montagne et gestion des voies forestières
- Agriculture, élevage, pêche, chasse
- Sauvetages et extinction d'incendies
- Jeunesse
- Loisir et temps libre
- Sports
- Environnement
- Récupération et traitement de déchets solides
- Santé publique
- Routes locales
- Transport intérieur de voyageurs
- Artisanat

De plus, le Conseil général a les mêmes compétences que celles qui sont reconnues par la Généralité de Catalogne aux comarques, particulièrement dans les domaines des services municipaux, de la coopération entre les communes et de la planification territoriale. Le Conseil général exerce aussi les compétences que lui délègue l'administration de la Généralité.
Le 21 janvier 2015 est entrée en vigueur la nouvelle Loi d'Aran, qui définit de forme plus précise et élargit substantiellement les compétences du Conseil général. Depuis, il a obtenu des transferts de compétences, dans les domaines de la Protection civile, du développement du commerce et l'artisanat et de la gestion des Archives générales d'Aran

## Partis politiques
Lors des élections au Conseil général d'Aran (ca), les 13 conseillers généraux sont élus dans six circonscriptions qui correspondent aux six terçons. Les partis politiques représentés au Conseil général d'Aran depuis les élections au Conseil général d'Aran de 2019 sont:
- Unité d'Aran - Parti des socialistes de Catalogne - candidature de progrès : 9/13
- Convergence démocratique aranaise - Parti nationaliste aranais : 4/13